# Athletikós Naftikós Ómilos Glyfádas
L’Athletikós Naftikós Ómilos Glyfádas (en grec : Αθλητικός Ναυτικός Όμιλος Γλυφάδας / Athletikós Naftikós Ómilos Glyfádas, ANOG) est un club omnisports grec, installé à Glyfáda, municipalité au sud d’Athènes.
Ses sections féminines et masculines de water-polo ont été champion de Grèce. Les dames ont remporté deux coupes d'Europe des champions dans les années 2000.

## Historique
L'ANOG est issu de la fusion en 1967 de deux clubs omnisports de Glyfada : l'Athletikos Omilos Glyphadas (AOG) créé en 1946 (athlétisme, basket-ball, natation, volley et water-polo) et le Naftikos Athletikos Omilos Glyphadas (NAOG) apparu en 1956.
En 2003, la section féminine de basket-ball a rejoint le club des Esperídes.
À la fin des années 2000, le club compte cinq sections sportives pour deux mille enfants membres : futsal, natation, tennis, voile et water-polo.
En water-polo, l'équipe masculine remporte quatre titres de champions nationaux à la fin des années 1980. Les dames s'y illustrent à partir de la seconde moitié des années 1990, avec une présence victorieuse en coupes européennes au début des années 2000. En conséquence, sept poloïstes de l'équipe de Grèce médaille d'argent aux Jeux olympiques de 2004 provenait de l'ANOG, soit la moitié de la sélection féminine.

## Palmarès

### Basket-ball
- Féminin :
  - 1 titre de champion de Grèce A2 : 2001.
  - 2 coupes de Grèce : 2002 et 2003.

### Water-polo
- Féminin :
  - 2 coupes d'Europe des champions : 2000 et 2003[4].
  - 8 titres de champion de Grèce : 1989, 1996, 1999, 2000, 2001, 2002, 2004 et 2008.
- Masculin :
  - 4 titres de champion de Grèce : 1986, 1987, 1989 et 1990.
  - 3 coupes de Grèce : 1986, 1987 et 1989.